# KOD (album)
Pour les articles homonymes, voir KOD.
Albums de J. Cole
4 Your Eyez Only
(2016) The Off-Season
(2021)
Singles
1. KOD
Sortie : 8 mai 2018

KOD est le cinquième album studio de J. Cole, sorti en 2018.

## Historique
KOD a été enregistré en l'espace de deux semaines durant le 4 Your Eyez Only World Tour. Néanmoins, Cole revient au studio pour parfaire les trois dernières pistes de l'album. L'acronyme KOD a trois significations : Kids On Drugs, King Overdose et Kill Our Demons.

## Liste des titres
Toutes les chansons sont écrites et composées par Jermaine Cole, sauf exceptions notées.
| 1.    | Intro                               |                                       | 1:47 |
| 2.    | KOD                                 |                                       | 3:11 |
| 3.    | Photograph                          |                                       | 3:38 |
| 4.    | The Cut Off (featuring Kill Edward) |                                       | 3:57 |
| 5.    | ATM                                 |                                       | 3:36 |
| 6.    | Motiv8                              |                                       | 2:13 |
| 7.    | Kevin's Heart                       | T-Minus, Mark "Pelli" Pellizzer (co.) | 3:20 |
| 8.    | Brackets                            |                                       | 5:15 |
| 9.    | Once an Addict (Interlude)          |                                       | 3:17 |
| 10.   | Friends (featuring Kill Edward)     | Childish Major, J. Cole               | 4:17 |
| 11.   | Window Pain (Outro)                 |                                       | 4:46 |
| 12.   | 1985 (Intro to The Fall Off)        |                                       | 3:10 |
| 42:27 |                                     |                                       |      |

Note
- Kill Edward (stylisé « kiLL edward »), crédité sur The Cut Off et Friends, est en réalité un alias de J. Cole[1].

## Samples
- Motiv8 contient un sample de Knuck If You Buck de Crime Mob[2] et de Get Money de Junior M.A.F.I.A.
- The Cut Off contient un sample de Kissing My Love de Bill Withers
- Once an Addict contient un sample de A Day in the Park de Michał Urbaniak et Urszula Dudziak
- 1985 contient une interpolation de We Don't Care de Kanye West

## Classements hebdomadaires
| Classement (2018)                   | Meilleure place |
| ----------------------------------- | --------------- |
| Allemagne (Media Control AG)        | 16              |
| Australie (ARIA)                    | 1               |
| Autriche (Ö3 Austria Top 40)        | 4               |
| Belgique (Flandre Ultratop)         | 2               |
| Belgique (Wallonie Ultratop)        | 30              |
| Canada (Canadian Albums Chart)      | 1               |
| Danemark (Tracklisten)              | 4               |
| Écosse (OCC)                        | 31              |
| États-Unis (Billboard 200)          | 1               |
| États-Unis (Top R&B/Hip-Hop Albums) | 1               |
| Finlande (Suomen virallinen lista)  | 9               |
| France (SNEP)                       | 37              |
| Irlande (IRMA)                      | 5               |
| Italie (FIMI)                       | 37              |
| Norvège (VG-lista)                  | 2               |
| Nouvelle-Zélande (RIANZ)            | 5               |
| Pays-Bas (Mega Album Top 100)       | 2               |
| Portugal (AFP)                      | 24              |
| Royaume-Uni (UK Albums Chart)       | 2               |
| Royaume-Uni (R&B Albums)            | 1               |
| Suède (Sverigetopplistan)           | 5               |
| Suisse (Schweizer Hitparade)        | 6               |

## Certifications
| Pays                  | Certification | Unités certifiées |
| --------------------- | ------------- | ----------------- |
| Canada (Music Canada) | Or            | 40 000            |
| États-Unis (RIAA)     | Platine       | 1 000 000         |
| Royaume-Uni (BPI)     | Or            | 100 000           |